# Czesław Rybka
Czesław Rybka (ur. 10 września 1957 w Łukowie) – polski polityk, nauczyciel, samorządowiec, senator VI kadencji.

## Życiorys
Ukończył studia na Wydziale Matematyki, Fizyki i Chemii na Uniwersytecie Łódzkim. Do 2002 pracował jako nauczyciel fizyki, następnie do 2005 zajmował stanowisko zastępcy prezydenta Zduńskiej Woli.
Należał do Stronnictwa Konserwatywno-Ludowego, z którego przeszedł do Przymierza Prawicy, dołączając następnie do Prawa i Sprawiedliwości. W 2005 z listy PiS uzyskał mandat senatorski w okręgu sieradzkim. W wyborach parlamentarnych w 2007 bezskutecznie ubiegał się o reelekcję. W 2008 przystąpił do stowarzyszenia Ziemia Łódzka XXI, lokalnego odłamu Polski XXI. Powrócił później do PiS, w 2014 bez powodzenia ubiegał się o prezydenturę Zduńskiej Woli, uzyskał natomiast mandat radnego powiatu zduńskowolskiego. W grudniu 2014 ponownie objął stanowisko zastępcy prezydenta Zduńskiej Woli, zajmował je do 2016.
W 2017 został członkiem zarządu, a następnie prezesem zarządu kontrolowanych przez Skarb Państwa Zakładów Artykułów Technicznych „Artech”.